# Данилов, Эдуард Иванович
Эдуард Иванович Данилов (20 мая 1930 — 13 ноября 1994) — советский футболист, советский и российский тренер. Мастер спорта СССР.

## Биография
Воспитанник московского «Динамо». Выступал на позиции нападающего. В 1951 году дебютировал в составе команды города Калинина. Уже через год, пробившись с калининцами в Высшую лигу, оказался в классе А. Но тренеры не очень доверяли молодому игроку, и выступал он только за дубль клуба. Полноценный дебют Данилова в высшем советском дивизионе состоялся в 1956 году в составе кишинёвского «Буревестника». В первом сезоне на его счету 8 голов в 18 матчах. Это был второй бомбардирский результат в команде после Виталия Вацкевича, забившего на гол больше.
Завершил карьеру игрока в 1962 году во владимирском «Тракторе». А уже через год Данилов стал тренером «Салюта» из Каменска-Уральского. Наиболее продолжительной была его работа с калужским «Локомотивом», где он отработал четыре года.
Умер 13 ноября 1994 года от инфаркта в Греции, после футбольного матча. На тот момент Данилов был главным тренером «Автомобилиста» из подмосковного Ногинска.